# Насинович Корреа, Ана Мария
Ана Мария Насинович Корреа (Насиновик, порт. Ana Maria Nacinovic Corrêa, 25 марта 1947, Рио-де-Жанейро — 14 июня 1972, Сан-Паулу) — леворадикальная студентка, активистка Действия за национальное освобождение.

## Биография
Родители Аны Марии Корреа развелись, когда ей было 7 лет и ребенок остался в компании матери, тётушек и родителей матери. Ана Мария последовательно окончила школу, гимназию и колледж в Сан-Паулу, где училась с прилежанием. Преподаватель игры на пианино рекомендовал развивать талант и далее, посвятив себя музыке.
Во время учёбы у Аны Марии открылись способности к математике и она планировала стать инженером, однако она прервала учёбу и вышла замуж. В 21 год поступила на факультет изящных искусств Федерального университета Рио-де-Жанейро, где приняла участие в студенческом движении и присоединилось к основанному Карлусом Маригеллой Действию за национальное освобождение (ALN) в его борьбе против военной хунты, установленная в стране вследствие переворота 1964 года.
Вступив в ALN в Рио-де-Жанейро, она затем приняла участие в нескольких акциях организации в Сан-Паулу в 1971–1972 годах. После одной из засад силовиков в сентябре 1971 года она была единственной выжившей. 

## Гибель

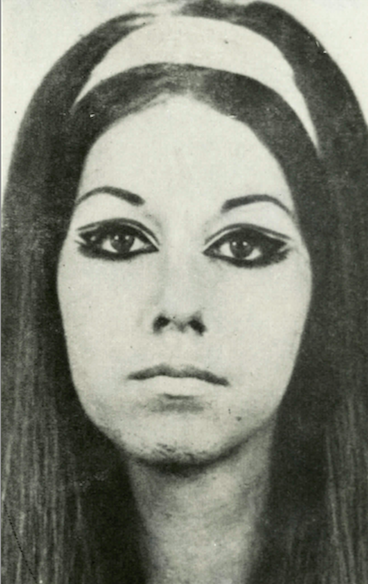
Фото Аны Марии Насинович Корреа из архива Комиссии правды

В июне 1972 года Ана Мария Корреа была выдана властям владельцем ресторана, где она и трое её товарищей обедали. Политическая полиция устроила засаду и, открыв огонь из автоматов, убила двоих спутников Аны Марии, а её саму — тяжело ранила. Лишь Антониу Карлусу Бикальо Лана, тоже раненому, удалось бежать.
Обнаружив по стонам, что раненая и обгоревшая Ана Мария была все ещё жива, трое полицейских подняли её и начали перебрасывать друг другу, иногда при этом «роняя» на землю. Увидевшие это случайные прохожие попытались вмешаться, пригрозив жалобой губернатору штата, однако были запуганы полицейскими, обещавшими применить террор и к ним самим.
После этого тела были доставлены в политическую полицию, а не в морг, что дало позволило усомниться в их смерти во время перестрелки, а не от пыток. Это косвенно подтверждается временем транспортировки тел (три часа), отсутствием в архивах медицинской экспертизы, отсутствием одежды на доставленных в участок телах и воспоминаниями Франсиску Карлусом ди Андраде, членом ALN, арестованным годом ранее. Во время своего перевода из одного места заключения в другое Франсиску сумел опознать два (в частности саму Ану Марию Корреа) из трех тел, находившихся во дворе полицейского участка.
16 октября 1973 году, признанную суд-мед экспертами умершей Ану Марию Корреа, в отсутствие обвиняемой, приговорили к 12 годам лишения свободы. Лишь в 1997 году CEMDP (Специальная комиссия по политическим убийствам и пропавшим без вести лицам) признала ответственность государства за смерть Насинович Корреа.